# Leptogorgia christiae
Leptogorgia christiae is een zachte koraalsoort uit de familie Gorgoniidae. De koraalsoort komt uit het geslacht Leptogorgia. Leptogorgia christiae werd in 2008 voor het eerst wetenschappelijk beschreven door Guzman & Breedy. 